# Революційний Провід ОУН

Революційний Провід ОУН — керівний орган Організації українських націоналістів революційної (ОУН). Створений 10 лютого 1940 у Кракові на конференції українських націоналістів. В 1941 першим очільником Проводу було обрано Степана Бандеру.

## Історія створення
Революційний Провід ОУН був створений як відповідь прибічникам А. Мельника, якого в серпні 1939 року в Римі на підставі фальсифікованого заповіту Коновальця було затверджено довічно вождем ОУН. На так званий ІІ Великий Збір у Римі допущено лише два десятки делегатів, серед яких переважали емігранти старшого віку, а думка активу підпільників з українських земель була проігнорована. 10 лютого 1940 р. у Кракові вони зібрали власну конференцію, яка не визнала рішень римського збору і сформувала Революційний Провід ОУН — уповноважений вести перемовини з А. Мельником. Через безрезультатність перемовин, 1-4 квітня 1941 у Кракові проведений II Великий збір ОУН, який обрав провідником Степана Бандеру, повернув демократичні засади статуту, прийняв програмові постанови. Цими рішеннями відбувся розкол ОУН на ОУН бандерівців та ОУН мельниківців. Заступником обраний Ярослав Стецько.

## Програмні засади
Очолювані С. Бандерою націоналісти вважали, що Українська держава може бути утворена лише в результаті національної революції і виключно власними силами українського народу — на відміну від мельниківців, які розраховували на підтримку Німеччини.